# Khủng hoảng tài chính Nga năm 2014
Cuộc khủng hoảng tài chính Nga năm 2014 là kết quả của sự suy giảm nhanh chóng giá trị của đồng rúp Nga đối với các đồng tiền khác trong năm 2014 và suy thoái trong nền kinh tế Nga. Hai trong số những yếu tố chính góp phần vào sự suy giảm kinh tế Nga là do việc các nước phương Tây áp đặt trừng phạt kinh tế do sự can thiệp quân sự của Nga ở Ukraina và việc giảm giá của dầu thô, là mặt hàng xuất khẩu chủ yếu của Nga, giảm giá gần 50% so với mức cao của năm trong tháng 6 năm 2014 đến ngày 16 tháng 12 năm 2014.
Khủng hoảng này đã ảnh hưởng đến nền kinh tế Nga, bao gồm cả người tiêu dùng và các công ty, cũng như có một tác động tiêu cực đến thị trường tài chính toàn cầu. Đặc biệt là thị trường chứng khoán Nga đã chịu mức giảm lớn, với mức suy giảm 30% của chỉ số RTS từ đầu tháng 12 đến hết 16/12/2014.

## Nguyên nhân
Sự suy giảm niềm tin vào nền kinh tế Nga khiến nhà đầu tư bán tháo tài sản ở Nga của họ, gây ra sự suy giảm giá trị của đồng rúp Nga và nỗi sợ hãi về một cuộc khủng hoảng tài chính Nga. Lòng tự tin đối với nền kinh tế Nga đã giảm đi rất nhiều, xuất phát từ ít nhất hai nguồn chính: Việc giảm giá dầu trong năm 2014, và các biện pháp trừng phạt kinh tế quốc tế đối với Nga sau vụ Nga nhập Crimea vào nước mình.

### Sự tụt dốc của giá dầu
Giá dầu đã giảm từ 100 USD mỗi thùng vào tháng 6 năm 2014 xuống mức 60 USD một thùng vào tháng 12 năm 2014. Sự sụt giảm giá dầu là do sự sụt giảm nhu cầu dầu trên toàn thế giới, cũng như việc tăng sản xuất dầu tại Hoa Kỳ. Đợt giảm giá dầu này đã tác động rất lớn đối với Nga, vì khoảng một nửa doanh thu của chính phủ Liên bang Nga đạt được từ việc bán dầu hỏa và khí đốt. Nền kinh tế Nga bị căn bệnh Hà Lan, thuật ngữ của một nhà kinh tế sử dụng để mô tả một tình huống trong đó một quốc gia tập trung vào việc khai thác các nguồn tài nguyên thiên nhiên của mình đưa đến việc gây thiệt hại cho các hoạt động kinh tế khác. Trong năm 2014, Nga cần một mức giá dầu 100 USD mỗi thùng để có cân bằng về ngân sách. Không phải chỉ một mình Nga chịu các tác động của việc giảm giá dầu, mà cả một số nước khác, trong đó có Venezuela, Nigeria, và Kazakhstan cũng phải đối mặt với doanh thu và hoạt động kinh tế giảm sút.
Một lý do lý giải cho sự sụt giảm giá dầu liên tục vừa rồi là cung dầu mỏ tăng lên trong khi nhu cầu lại giảm.
Cầu dầu mỏ của thế giới đang giảm trong bối cảnh các quốc gia đang tìm cách khai thác các nguồn năng lượng thay thế cho dầu mỏ và sức ép từ các hiệp định cam kết bảo vệ môi trường.
Về phía cung, Thời gian gần đây, tại Mỹ "cuộc cách mạng dầu khí đá phiến" đang được triển khai rầm rộ. Từ 1 nước nhập khẩu dầu lớn nhất thế giới, Mỹ đã trở thành nước sản xuất dầu lớn thứ ba của toàn cầu. Hiện nay, lượng khai thác dầu thô của Mỹ đã đạt mức 8,7 triệu thùng/ngày (chỉ đứng sau Nga - trên 10 triệu thùng/ngày và Saudi Arabia - gần 10 triệu thùng/ ngày).Theo dự báo, nếu vẫn với đà tăng trưởng như hiện nay, chỉ sau khoảng 5 năm nữa, Mỹ sẽ vượt Ảrập Xê út và rất có thể sẽ "qua mặt" cả Nga. Chính vì lý do này mà "Vương quốc dầu mỏ" đã "mất ăn mất ngủ".
Theo luật của Mỹ, việc xuất khẩu dầu thô ra khỏi lãnh thổ nước này hiện vẫn bị cấm, vì vậy tất cả lượng dầu khai thác được đã và sẽ làm bão hòa thị trường nội địa. Tuy nhiên, nếu luật này được Mỹ dỡ bỏ, có thể chính Mỹ sẽ tiếm thị phần từ tay Ảrập Xê út. Điều này khiến quốc gia dầu mỏ trở nên lo ngại và buộc nước này phải hành động để đẩygiá dầu thô xuống. Giá 1 thùng dầu của Mỹ khai thác từ đá phiến hiện nay dao động từ 80-85USD/ thùng. Mức giá xuất khẩu thấp (dưới 90USD/thùng) sẽ làm cho các dự án dầu khí đá phiến của Mỹ gặp khó khăn. Đầu tư vào lĩnh vực này sẽ không còn hấp dẫn và vì vậy giảm cơ hội để Mỹ trở thành nước xuất khẩu dầu mỏ.
Có lẽ do những áp lực cạnh tranh và giành giật thị trường đã khiến Saudi Arabia phải hành động bằng biện pháp hạ giá xuất khẩu. Số liệu thống kê cho thấy, lượng khai thác của nước này trong tháng 8 là 9,6 triệu thùng/ngày, sang tháng chín con số này đã là 9,7 triệu thùng/ngày.
OPEC sẽ không giảm sản lượng ngay cả khi giá dầu đang ở mức 60 USD/thùng, thậm chí xuống đến 40 USD/thùng. Nghĩa là dầu mỏ của Nga nếu muốn có người mua phải chấp nhận hạ thấp đến mức có thể hủy hoại nền kinh tế nội địa nước này.Cũng cần phải thấy rằng, nhiều quốc gia vùng vịnh trong OPEC là đồng minh thân cận của người Mỹ trong nhiều năm qua.
Hơn nữa, việc OPEC ghìm giá dầu có khiến Mỹ bị ảnh hưởng thì cũng chỉ có ngành khai thác và sản xuất dầu khí đá phiến tạm thời gánh chịu. Trong khi đó, nền kinh tế "khủng lồ" với sức tiêu thụ dầu mỏ bậc nhất thế giới sẽ hưởng được lợi ích to lớn từ những can dầu bán rẻ như cho không. Thậm chí nhiều chuyên gia lạc quan còn cho rằng nền kinh tế sản xuất của Hoa Kì sẽ được dịp nhờ vào "giá đầu vào" bèo bọt có động lực vươn lên mạnh mẽ.

### Cấm vận kinh tế
| Sự kiện                   | Ngày                     | Tỷ giá RUB/ USD | Ref    |
| ------------------------- | ------------------------ | --------------- | ------ |
| Bắt đầu Euromaidan        | Nov 21, 2013             | 32.9975         | [ 13 ] |
| Sáp nhập Crưm             | Mar 18, 2014             | 36.2477         | [ 14 ] |
| Donbas status referendums | ngày 11 tháng 5 năm 2014 | 35.2270         | [ 15 ] |
| Minsk Protocol            | Sep 5, 2014              | 37.0028         | [ 16 ] |
| Donbas general elections  | Nov 2, 2014              | 43.0072         | [ 17 ] |
| Central Bank intervention | Dec 16, 2014             | 68.4910         | [ 18 ] |

Bất kỳ viện trợ quốc tế cho Nga đều không khả dĩ do kết quả của sự can thiệp quân sự Nga tại Ukraina năm 2014. Các quan chức Nhà Trắng Mỹ cũng cho biết, bất chấp cuộc khủng hoảng tài chính ở Nga, Hoa Kỳ và Liên minh châu Âu sẽ không dễ dàng giảm nhẹ việc áp đặt trừng phạt kinh tế đối với Nga do việc sáp nhập Crimea vào Nga và sự giúp đỡ của Nga cho các chiến binh Novorossiya chiến đấu chống Ukraina trong cuộc chiến tranh ở Donbass. Mỹ tin rằng các biện pháp trừng phạt đã có ảnh hưởng tiêu cực đến nền kinh tế của Nga cho đến nay và cũng hy vọng các biện pháp trừng phạt kinh tế dẫn đến sự tiếp tục suy giảm của nền kinh tế Nga.

### Nguyên nhân khả dĩ khác
Tổng thống Nga Vladimir Putin đã bị chỉ trích vì điều hành một chế độ đạo tặc, trong đó một số lượng nhỏ các nhà tài phiệt tầm tô vắt kiệt nền kinh tế. Nga đứng thứ hai trên thế giới về chỉ số tư bản nhóm lợi ích trong năm 2014. Nền kinh tế vốn đã yếu của Nga còn lại nó ít có khả năng chịu được những thách thức đặt ra bởi giá dầu thấp và lệnh trừng phạt quốc tế. Mặt khác, Tổng thống Nga Vladimir Putin đã cáo buộc các nước phương Tây đã gây ra cuộc khủng hoảng kinh tế của Nga. Tuy nhiên bộ trưởng kinh tế Nga Alexej Uljukajew trong cuộc phỏng vấn với tờ báo hàng ngày "Wedomosti", một phiên bản tiếng Nga của tờ báo Anh "Financial Times", cho là người Nga tự gây nên cuộc khủng hoảng này, vì quá chậm trễ trong vấn đề cải tổ kinh tế. Theo ông cuộc khủng hoảng này có 3 nguyên nhân, cấu trúc của hệ thống kinh tế tư bản nhà nước, mà tốn kém ngày càng gia tăng, chu kỳ kinh tế thế giới đang đi xuống, việc trừng phạt kinh tế của phương Tây do cuộc khủng hoảng "địa chính trị".

## Diễn biến cuộc khủng hoảng
Diễn biến khủng hoảng Nga tập trung chủ yếu xoay
quanh sự rớt giá nhanh và liên tục của đồng Ruble trong nửa sau của năm 2014.

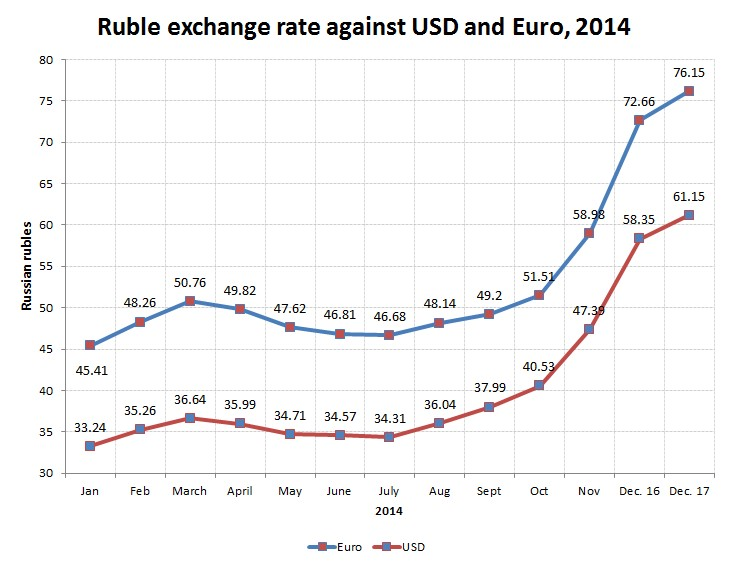
Tỷ giá trao đổi của
đồng Ruble với USD và Euro năm 2014 (càng cao có nghĩa là giá trị của đồng
Ruble càng giảm) - Nguồn: tổng hợp từ Exchange-rates.org

### Từ tháng 7 năm 2014 đến tháng 10 năm 2014
Giá dầu đột ngột giảm xuống chỉ còn 108 $/ thùng, kéo theo khởi đầu của
sự giảm giá của đồng Ruble.
Cùng thời điểm đó, cuối tháng 7, châu Âu và Mỹ gia tăng các lệnh trừng phạt
đối với Nga, đồng thời, Nga cũng đáp trả bằng cách cấm nhập khẩu nông sản từ
châu Âu, khiến giá cả tại Nga tăng vọt và đồng Ruble tiếp tục rớt giá. Khi đó
34.31 Ruble đổi được 1 USD và 46.88 Ruble đổi được 1 Euro.
Thế nhưng vào khoảng giữa tháng 8, con số này đã tăng lên 36.04 Ruble để
mua 1 USD (giảm 5.04 %) và 49.2 ruble mua 1 Euro (giảm 4.95 %). Như vậy trong
vòng 1 tháng giá trị của đồng tiền này đã giảm 5.04 % so với USD và 4.95% so
với Euro. 
Từ tháng 7 đến đầu tháng 10 là khoảng thời gian mà đồng Ruble liên tục
rớt giá rất nhanh và mạnh so với các đồng tiền khác như USD và Euro. (tính đến
đầu tháng 10, giá trị của Ruble chỉ còn 84 % so với đầu năm).
Đối mặt với tình trạng ruble biến động mạnh, giảm giá trị liên tục, người
tiêu dùng Nga lập tức mất niềm tin vào đồng tiền này. Xu hướng của họ là chuyển
sang nắm giữ ngoại tệ và các tài sản có giá trị khác thay vì sử dụng Ruble.
Nhu cầu đổi ngoại tệ tăng cao khiến các Ngân hàng của Nga cạn sạch ngoại
tệ. Thống kê cho thấy vào tháng 7, dự trữ ngoại hối của Nga là 410 tỉ USD nhưng
đến đầu tháng 10 nó chỉ còn 397 tỉ USD. Nghĩa là BOR Nga đã phải chi ra 13 tỉ USD để cứu vãn đồng Ruble. Kèm theo đó là các biện pháp tăng lãi suất từ 7 lên 8% nhằm ổn định tâm lý người dân và ngăn dòng vốn của các nhà đầu tư chảy ra nước ngoài.
Với những người không đổi được tiền ngoài ngân hàng, họ đổ xô đi mua đồ điện tử hoặc các mặt hàng đắt tiền, sau đó thanh toán bằng thẻ ATM để "xả" ruble ra khỏi tài khoản. Dù vậy, nhiều người dân vẫn giữ ruble và mong mỏi sự chuyển biến tích cực của ruble vào năm 2015. Nhưng xu hướng chung vẫn chọn
không nắm giữ ruble.
Tâm lý hoảng loạn và sự mất cân bằng giữa cung - cầu ngoại tệ khi mà USD càng tăng giá, người dân Nga lại càng muốn nắm giữ chúng, khiến giá trị của
ngoại tệ càng tăng lên so với giá trị của ruble.

### Từ đầu tháng 10 năm 2014 đến tháng 11 năm 2014
Giá dầu Brent giao đầu tháng 10 là 91$ 1 thùng, tuy nhiên chỉ chục ngày sau, giá dầu đã giảm xuống chỉ còn 86$ 1 thùng trong bối cảnh Nga cần giá dầu ít nhất ở mức 100USD 1 thùng để cân bằng ngân sách. Để cứu đồng Ruble, Ngân hàng trung ương Nga BOR đã mạnh tay chi nguồn dữ trự ngoại tệ, đầu tháng 10, trung bình mỗi ngày BOR phải chi ra 900 triệu USD để cứu Ruble, chỉ riêng ngày 3-10, dự trữ ngoại tệ được chi ra lên tới 980 triệu USD và 9/10 con số này là 866 triệu USD. Với tốc độ mở kho dự trữ ngoại tệ như vậy, chỉ trong nửa đầu tháng 10/2014, BOR công bố đã bán ra khoảng 12.95 tỉ USD để hỗ trợ đồng tiền của nước này. Ước tính con số này đã tăng đến 30 tỉ USD theo thống kê cuối tháng, giảm từ 409.224 tỉ USD đầu tháng xuống còn 383.283 tỉ USD.
Lãi suất vẫn duy trì ở mức cao, trên 8%.

### Tháng 11
Ngày 5/11, BOR đánh tín hiệu sẽ thả nổi tỷ giá cho thị trường khi thông
báo sẽ chỉ chi 350 triệu $/ngày, chỉ bằng 1/3 so với trước đó.
Ngày 10/11, Ngân hàng trung ương Nga BOR tuyên bố thả nổi tỷ giá, hủy bỏ
hành lang ngoại hối đối với giỏ ngoại tệ USD và Euro, đồng thời chấm dứt can thiệp vào thị trường ngoại tệ, giữ quyền can thiệp vào thị trường tiền tệ bất
kỳ khi nào xuất hiện nguy cơ đe dọa ổn định tài chính. Lý do được đưa ra là vì chế độ tỷ giá thả nổi sẽ làm tăng hiệu quả các chính sách tiền tệ của BOR và ổn
định giá cả, chống chảy máu dòng vốn và giảm tác động của giá dầu.
Cụ thể, trong việc chống lại tình trạng chảy máu vốn. Nga cần bảo vệ dự trữ vàng và ngoại tệ của mình. Dự trữ ngoại tệ 400 tỷ USD là khá lớn, tuy nhiên nước này cần một lớp đệm để chống lại tình trạng vốn chảy máu vốn. Thay vì phung phí dự trữ ngoại hối để duy trì tỷ giá hối đoái, BOR Nga muốn duy trì tỷ giá này sao cho có thể ngăn chặn một lượng lớn tài sản bằng đồng ruble chảy ra nước ngoài - tình trạng mà theo đánh giá của Quỹ Tiền tệ Quốc tế (IMF) có thể lên tới 100 tỷ USD trong năm nay và ở mức cao trong năm tiếp theo.
Về việc giảm tác động của giá dầu. Ngân sách Nga được hình thành dựa trên giá dầu Brent ở mức 100 USD/thùng. Giá dầu hiện này dao động trong khoảng 84 USD/thùng. Tuy nhiên, nếu quy giá dầu theo ruble, chúng ta có thể thấy hiện Nga thu về từ mỗi thùng dầu (84 USD/thùng với tỷ giá khoảng 45 ruble/USD), không khác gì so với mức giá hồi đầu năm (110 USD/thùng với tỷ giá 33 ruble/USD).
Sau khi tuyên bố thả nổi tỷ giá đồng Ruble ngay lập tức chạm xuống đáy giá trị của nó. Đồng tiền này rớt giá nhanh đến nỗi người dân bắt đầu chụp ảnh những bảng xác định tỷ giá khắp nơi trên Moscow. Ngày 12/11/2014, giá trị ruble lao dốc với tốc độ chóng mặt không còn theo từng ngày mà là từng phút, xuống tới mức thấp lịch sử (49 Ruble cho 1 USD và 60 Ruble cho một Euro).
Đồng thời, tháng 11 BOR đã tiếp tục tăng lãi suất cơ bản lên 9.2 %.

### Từ tháng 12 năm 2014 đến hết năm 2014
Nhằm hạn chế rủi ro của sự phá giá của đồng tiền và lạm phát gia tăng, ngày 15/12, Ngân hàng Trung ương Nga BOR đột ngột tăng lãi suất cơ bản thêm 6.5%, từ 10.5% đến 17%/năm. Tuy nhiên quyết định này của BOR không đủ để vực dậy đồng Ruble do hiện tại tỷ giá dao động của đồng Ruble quá lớn. 

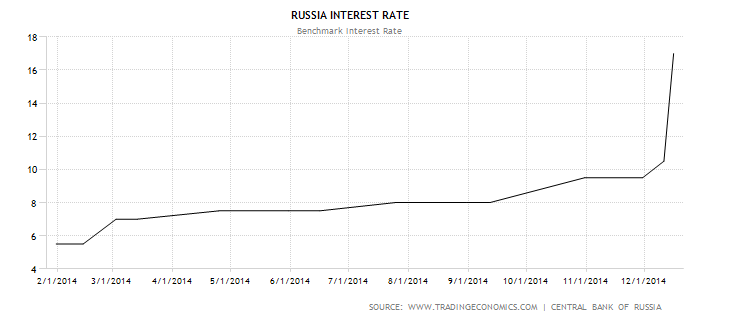
Lãi
suất cơ bản của Ngân hàng trung ương Nga năm 2014

Ngày 16/12, Ruble từ mức thấp nhất 58 lên mức đỉnh điểm 80.1 Ruble/ USD trong khi chốt phiên ở mức 67.7 Ruble/ USD, đồng Ruble biến động từng phút.
Như vậy, tính đến cuối năm 2014, tỷ giá Ruble/ USD ở
mức 61.15 Ruble/ USD, tức là giá trị của nó đã giảm 83.96 % so với giai đoạn đầu năm khi tỷ giá Ruble/ USD là 33.24 %.
Nguồn dự trữ ngoại hối của Nga chỉ còn ở mức 327.727 tỉ USD, chỉ còn khoảng 70 % so với hồi đầu năm.
Lãi suất của Nga cuối năm 2014 được ấn định ở mức 17% so với đầu năm là khoảng 5.3 % (tăng hơn 3 lần).
Nền kinh tế Nga đã thực sự bị giáng một đòn đau.

## Hậu quả

### Đối với nước Nga
Chưa rõ các biện pháp trừng phạt trả đũa lẫn nhau có giúp ích gì cho cuộc khủng hoảng ở Ukraine, nhưng thực tế đã cho thấy, chính người dân Nga đang phải đối mặt với nhiều khó khăn do tác động của những biện pháp trừng phạt này mang lại.
Lệnh cấm vận đã ảnh hưởng đáng kể đến sản xuất và tiêu dùng của Nga. Việc giá cả sẽ tăng do tình trạng thiếu hụt và lạm phát tăng, dẫn đến tiết kiệm giảm, tiền lương giảm và thất nghiệp gia tăng, hệ quả là chất lượng cuộc sống của người dân Nga giảm sút, đặc biệt là các gia đình trung lưu và những người Nga nghèo.

#### Ngành năng lượng
Các công ty năng lượng cũng không đứng ngoài cuộc khủng hoảng này khi sự rớt giá của đồng Ruble đã "cắt xén" lợi nhuận của các công ty làm ăn với Nga. Cổ phiếu của Rosneft, công ty dầu lớn nhất của Nga, đã lao dốc 25% trong năm 2014 do lợi nhuận chững lại khi giá dầu rớt thảm. Tập đoàn Total của Pháp cũng đã ngừng kế hoạch liên doanh khai thác đá phiến với Công ty Lukoil của Nga. Các công ty năng lượng khác như Exxon Mobil cũng không phải ngoại lệ.

#### Ngành bán lẻ
Đại gia ôtô Mỹ, Ford, là một trong những nhà chế tạo xe hơi lớn nhất tại Nga và tập đoàn này đã cảnh báo đà rớt giá của đồng Ruble đang tác động xấu đến doanh thu của hãng. Trong khi đó, Volkswagen đổ thừa rằng căng thẳng chính trị đã khiến doanh số ôtô lại Nga giảm 8% trong 6 tháng đầu 2014.
McDonald’s, Adidas và các thương hiệu lớn cũng chịu ảnh hưởng không nhỏ từ các biện pháp trừng phạt. Mối quan hệ lạnh nhạt giữa Mỹ và Nga được cho là nguyên nhân đằng sau việc Nga đóng cửa các nhà hàng của McDonald's tại nước này. Hãng thời trang thể thao Adidas của Đức đang đóng cửa các cửa hàng và ngừng mở rộng hoạt động tại Nga do căng thẳng tại đây đã tác động đến chi tiêu của người dân và đà sụt giảm của đồng Ruble đã tác động xấu đến lợi nhuận. Tương tự, Coca-Cola cũng bị ảnh hưởng nặng nề khi giá cổ phiếu của Coca-Cola HBC, hãng đóng chai và phân phối đồ uống tại Nga, đã chìm nghỉm 32% trong năm 2014.
Chưa kể đến việc lệnh trừng phạt của phương Tây sẽ gây khó khăn trong việc tiếp cận thị trường vốn, các doanh nghiệp còn phải đối mặt với làn sóng sa thải công nhân ồ ạt. Tỉ lệ thất nghiệp chính thức của Nga đã lên đến con số lớn hơn 5%.

#### Thị trường tài chính
Cũng trong giai đoạn này, vào ngày 20/1/2015, cơ quan xếp hạng tín nhiệm quốc tế Moody’s đã xếp hạng tín nhiệm của Ngân hàng Tiết kiệm (SB) và các tập đoàn lớn của Nga, đồng thời cảnh báo có khả năng hạ thấp hơn nữa. Ngày 16/1, Moody's đã hạ mức tín nhiệm của Nga xuống ВAA3 từ mức ВAA2 của tháng 10/2014, với lý do triển vọng tăng trưởng yếu, cộng với những tác động tiêu cực từ cuộc khủng hoảng ở Ukraine, các biện pháp trừng phạt và tình trạng rút vốn.
Trong phiên giao dịch ngày 16/12, tỷ giá đồng Ruble từng sụt giảm ở mức được cho là mạnh nhất trong vòng 16 năm qua. Việc đông Ruble mất giá thê thảm trong một thời gian ngắn đã gây ra rất nhiều tác động tiêu cực đến thị trường tài chính của Nga trên nhiều lĩnh vực.
Thị trường chứng khoán Nga đã chịu mức giảm lớn, với mức suy giảm 30% theo chỉ số RST chỉ trong vòng nửa đầu tháng 12 năm 2014.
Không tránh khỏi những ảnh hưởng nặng nề, các ngân hàng của Nga cũng liên tục phải đối mặt với những vấn đề phức tạp. VTB, ngân hàng lớn thứ hai của Nga, ra thông báo cho biết, lợi nhuận ròng trong năm 2014 của họ giảm tới 99,2%. Cụ thể, lợi nhuận của VTB trong năm 2014 chỉ ở mức 0,8 tỷ Ruble (12,7 triệu USD), giảm 99,2% so với mức 100,5 tỷ Ruble năm 2013. Riêng trong quý IV/2014, ngân hàng này đã để lỗ 4,6 tỷ Ruble. Ngay trong tháng 1/2015, Ban giám đốc VTB ra thông báo kế hoạch cắt giảm 5 - 7% nhân sự, tương đương khoảng 2.500 người, nhằm nỗ lực tiết kiệm chi phí.
Trong năm 2014, dòng vốn Nga chảy ra nước ngoài lên đến 120-130 tỷ USD, phần lớn là do người dân Nga đổi đồng Ruble thành đồng ngoại tệ nhưng các ngoại tệ này không thể lưu thông trên thị trường tiêu dùng Nga.
Bên cạnh đó, Nga cũng đứng trước tình trạng cạn tài chính "cứu" doanh nghiệp khi nhu cầu cứu trợ của các doanh nghiệp nhanh chóng vượt xa nguồn cung tiền.
Đồng thời, nền kinh tế Nga cũng phải đối mặt với nguy cơ hết Quỹ dự trữ khẩn cấp, yêu cầu Ngân hàng Trung ương phải in thêm tiền khi thâm hụt ngân sách không được thu hẹp. Tuy nhiên, việc in thêm tiền để bù đắp thâm hụt ngân sách sẽ khiến tỉ lệ lạm phát vốn ở mức cao của Nga tăng hơn nữa, làm tổn hại lòng tin đối với nền kinh tế quốc gia này.

### Đối với thế giới

#### Ngành năng lượng
Nga là nước nắm giữ huyết mạch năng lượng của EU khi cung cấp gần 1/3 lượng khí đốt cho thị trường này, nên một khi Nga áp dụng các biện pháp chống trừng phạt, EU sẽ phải đối mặt với các vấn đề kinh tế và xã hội nghiêm trọng. IMF nêu bật một "nguy cơ tiềm tàng khác" – sự gián đoạn nguồn cung khí đốt của Nga cho châu Âu, với riêng tập đoàn Gazprom đã đảm nhận tới 1/3 nhu cầu khí đốt của EU và ½ sản lượng này được vận chuyển qua Ukraine.
Theo thẩm định của Công ty Tư vấn Mỹ, Sanford C. Berstein & Co, đóng cửa thị trường với khí đốt của Nga sẽ buộc EU hoặc phải đầu tư thêm 215 tỉ USD để nhanh chóng tìm kiếm một nguồn cung cấp thay thế hoặc phải giảm nhu cầu tiêu thụ đến 15 tỉ m3/năm.
Năng lượng là một nhược điểm của châu Âu. Liên minh này nhập vào hơn 50% năng lượng để đảm bảo nhu cầu tiêu thụ của tư nhân và các doanh nghiệp trong toàn khối. Mặc dù tại Hội nghị Thượng đỉnh Âu – Mỹ mùa xuân vừa qua, Washington đã đề nghị "sẵn sàng giúp đỡ châu Âu giải tỏa bớt áp lực của Moskva". Tuy nhiên, đề nghị của Washington cung cấp khí đốt cho châu Âu mới chỉ là lời hứa, vì việc đưa khí đốt của Mỹ sang thị trường châu Âu không đơn giản. Do vậy, các chính khách của châu Âu đủ thực tế để ý thức được rằng mùa đông tới đây, EU sẽ vô cùng chật vật nếu không có khí đốt của Nga.
Một số nước EU phụ thuộc 100% vào nguồn khí đốt của Nga sẽ chịu ảnh hưởng nghiêm trọng bởi họ không có nhà cung cấp nào khác. Trong số đó, Đức và Italy là hai nước sẽ bị tác động nhiều nhất. Nếu năng lượng là một trong những lĩnh vực chịu lệnh trừng phạt, EU sẽ phải cân nhắc các biện pháp nhằm chia sẻ gánh nặng tài chính.

#### Tài chính quốc tế
Ủy ban châu Âu (EC) cho biết, các nước thành viên EU sẽ thiệt hại khoảng 40 – 50 tỉ euro trong 2 năm 2014 – 2015 do bị hạn chế tiếp cận thị trường tài chính Nga, cũng như lệnh cấm cung cấp vũ khí và hàng hóa, công nghệ lưỡng dụng. Các biện pháp trừng phạt tiềm tàng của Nga gây lo ngại cho các nước có nền kinh tế gặp khó khăn của EU, đặc biệt là Italy. Trong khi đó, Trung tâm Tài chính London sẽ mất phần từ Nga và con số có thể lên đến hàng triệu bảng.

#### Thương mại quốc tế
EU hiện là đối tác thương mại lớn nhất của Nga, với kim ngạch thương mại song phương năm 2013 đạt 336 tỷ euro. Các biện pháp hạn chế huy động vốn sẽ tác động nghiêm trọng tới quan hệ kinh tế, thương mại song phương. Một phản ứng tiêu cực rõ nét đó là ngay sau khi Mỹ và EU đồng loạt áp đặt thêm các biện pháp trừng phạt mới, nhiều nước châu Âu như Thụy Điển, Ba Lan, Anh, Đức, Bỉ, … đều thừa nhận chính họ sẽ thiệt hại lớn từ "cuộc chiến" lệnh trừng phạt giữa phương
Tây và Nga.
Đức là đối tác thương mại lớn nhất của Nga trong EU. Năm ngoái, tổng kim ngạch xuất khẩu của Đức sang Nga lên tới 36 tỉ euro, bằng gần 1/3 tổng kim ngạch của cả châu Âu. Khoảng 6,200 doanh nghiệp Đức đang hoạt động tích cực tại Nga với số vốn đầu tư vào khoảng 20 tỉ euro. Ủy ban Quan hệ kinh tế Đông Âu của Đức cho biết 300,000 việc làm ở Đức phụ thuộc vào giao dịch thương mại với Nga, đối tác thương mại lớn thứ 11 của nước này.
Có thể nói, gia tăng các biện pháp trừng phạt Nga không chỉ ảnh hưởng đến hoạt động kinh doanh của doanh nghiệp Nga nói riêng, và rộng hơn là nền kinh tế Nga, mà chính các doanh nghiệp Mỹ và châu Âu cũng bị vạ lây khi bỏ lỡ cơ hội tại thị trường Nga nhiều tiềm năng.